# オートボルタ共和国

オートボルタ共和国
République de Haute-Volta (フランス語)

国の標語: Unité - Travail - Justice
（フランス語: 連合、労働、正義）国歌: Hymne National Voltaïque（フランス語）
オートボルタの国歌

オートボルタ共和国の位置

オートボルタ共和国（オートボルタきょうわこく、仏: République de Haute-Volta）は、ブルキナファソ共和国のかつての国名である。フランス植民地からの独立（1960年8月5日）から革命家サンカラによる国号変更の日の前日（1984年8月3日）まで、この国名が使用された。
のちにオートボルタ共和国の領土となる地域は、かつては行政的にはコートジボワール植民地の一部であったが、1919年にオートボルタ植民地として単独の植民地となった。しかし1933年にオートボルタは分割され、象牙海岸植民地、スーダン植民地およびニジェール植民地の一部となる。1947年9月4日に、もとの境界線にてオートボルタ植民地が再設置される。1958年12月11日にフランス領アフリカ共同体(La Communauté Franco-Africaine)の自治共和国のひとつとして独自の政府が設置された。「アフリカの年」1960年の8月5日に「オートボルタ共和国」として独立した。
独立後のオートボルタでは、政治危機が発生するたびに、軍部が介入した。選挙で選ばれた初代大統領のモーリス・ヤメオゴは、1966年にサングレ・ラミザナ大尉率いる軍部のクーデタにより追放された。ラミザナ政権は1980年11月にセイェ・ゼルボ大佐の率いるクーデタにより倒された。ゼルボ政権は短く、1982年11月に軍部下士官の反乱で終わった。下士官らはジャンバティスト・ウエドラオゴを大統領に選んだが、政権はすぐに保守派と急進派に分裂した。急進派が1983年8月4日に共和国の実権を握り、トーマス・サンカラを首班とする国民革命評議会（CNR）を設立した。サンカラは権力を握って1年後の1984年8月4日に国名を「オートボルタ」から「ブルキナファソ」に変更した。新国名の「ブルキナファソ」Burkina Faso は「汚職をしない人々の国」ないし「高潔な人々の国」を意味する。サンカラは自分自身を含めすべての政府高官に、銀行口座を人民が精査できるようにすることを命令した。
以後の歴史や国の詳細に関しては「ブルキナファソ」の項を参照されたい。